# Il 7 e l'8
Il 7 e l'8 è un film del 2007, diretto da Salvatore Ficarra, Valentino Picone e Giambattista Avellino e interpretato dal duo comico Ficarra e Picone. Insieme ai due comici, nella pellicola fa il suo debutto cinematografico la ballerina Eleonora Abbagnato.
Il film ha ottenuto nel 2007 una candidatura ai David di Donatello e ai Nastri d'argento per il miglior regista esordiente.

## Trama
Palermo, 6 gennaio 1975. Nel reparto maternità di una clinica, l'infermiere Gino La Monica, per rivalersi sul destino che gli ha fatto perdere l'opportunità di aggiudicarsi il primo premio della lotteria di Capodanno (poiché il suo biglietto differisce di un solo numero – il 7 al posto dell'8 – rispetto a quello vincente), decide di scambiare i neonati delle culle 7 e 8.
I due bambini crescono così l'uno nella famiglia dell'altro, ignari dello scambio. Tommaso diventa un piccolo delinquente che vive a casa della madre, vedova, insieme alla sorella Eleonora; mentre Daniele è un fuoricorso alla facoltà di giurisprudenza, figlio di un oppressivo colonnello dei Carabinieri e fidanzato con un'assistente universitaria, Marcella. Tommaso e Daniele, due individui profondamente diversi per temperamento, storia personale e livello sociale, s'incontrano casualmente una trentina di anni dopo, quando l'uno è di corsa perché in ritardo a un colloquio con il relatore della tesi in università, mentre l'altro sta scappando dai poliziotti che lo inseguono per contrabbando.
Il destino li riunisce e una serie di elementi li porta a rendersi conto dello scambio che li ha visti protagonisti da neonati. Da quel momento, la consapevolezza di essere l'uno al posto dell'altro innesca una serie di equivoci che sembra non avere mai fine. Quando finalmente risalgono al La Monica, che gli rivela tutto, subentra una nuova rivelazione: mentre Daniele cerca di far capire alla madre che in realtà lui non è suo figlio, viene alla luce l'esistenza di un terzo padre, quello biologico di Tommaso, tale Mimmo Barresi, che era stato condannato a una lunga pena per omicidio.
Indagando, l'unico indizio che Tommaso e Daniele scoprono su Barresi è una cartolina arrivata qualche settimana prima da un piccolo paese calabrese, San Giovanni in Calice. I due partono quindi alla volta della regione insieme a Eleonora, la quale nel frattempo si è invaghita di Daniele; questo prima che Tommaso le riveli la verità. Giunti a un convento, qui fanno la conoscenza di frate Antonio, dal quale vengono a sapere che Barresi è morto un paio di anni prima. Delusi, i tre tornano a Palermo dove scocca il colpo di fulmine tra Tommaso e Marcella, mentre Eleonora e Daniele imparano a volersi bene come fratello e sorella, aspettando il tempo propizio per svelare la verità ai propri genitori i quali, da par loro, non sospettano nulla pur essendosi nel frattempo conosciuti meglio in seguito alle peripezie dei loro figli.
In realtà, il frate incontrato a San Giovanni in Calice è proprio Mimmo Barresi, il quale, in preda ai rimorsi per la sua vecchia vita, dopo essersi confrontato con il suo superiore, lascia il convento deciso ad assumersi le sue responsabilità paterne nei confronti del figlio.

## Produzione
Ficarra e Picone, lanciati dal piccolo schermo in trasmissioni cabarettistiche quali Zelig e L'ottavo nano, dopo aver esordito al cinema nel 2002 come attori in Nati stanchi provano il grande salto di qualità passando alla regia. Girato con la collaborazione di Giambattista Avellino.

### Riprese
Il film è stato girato principalmente a Palermo (provincia e Altavilla Milicia) e Messina (provincia e nel borgo medievale di Santa Lucia del Mela, quest'ultimo ambientazione del fittizio paese di San Giovanni in Calice), oltre ad alcune sequenze a Villa San Giovanni, nella provincia calabrese.

## Colonna sonora
- Un corpo e un'anima (Wess & Dori Ghezzi)
- Il ballo di San Vito (Vinicio Capossela)

## Distribuzione e incassi
Il film è uscito in Italia il 16 marzo 2007. Ha incassato nel primo weekend circa 1 323 000 euro, e totalmente circa 7 730 000 euro. Quindi un buon successo di pubblico, al quale si è accompagnato anche il gradimento della critica. Il DVD è stato messo in commercio il 5 settembre 2007, mentre la colonna sonora il 13 aprile 2007.

## Scene eliminate
È stata eliminata la scena in cui viene spiegato il motivo che spingeva Tommaso a rubare i cartelli stradali, cioè perché aveva intenzione di rivenderli in stock a prezzo scontato ai sindaci dei paesini siciliani. La scena è presente nei contenuti speciali dell'edizione home video.

## Riconoscimenti
- 2007 - David di Donatello
  - Candidatura al miglior regista esordiente a Giambattista Avellino, Salvatore Ficarra e Valentino Picone
- 2007 - Nastro d'argento
  - Candidatura al miglior regista esordiente a Giambattista Avellino, Salvatore Ficarra e Valentino Picone
- 2007 - Capri - Hollywood Film Festival
  - Premio per l'impresa di Capri a Salvatore Ficarra e Valentino Picone